# برند نیکل

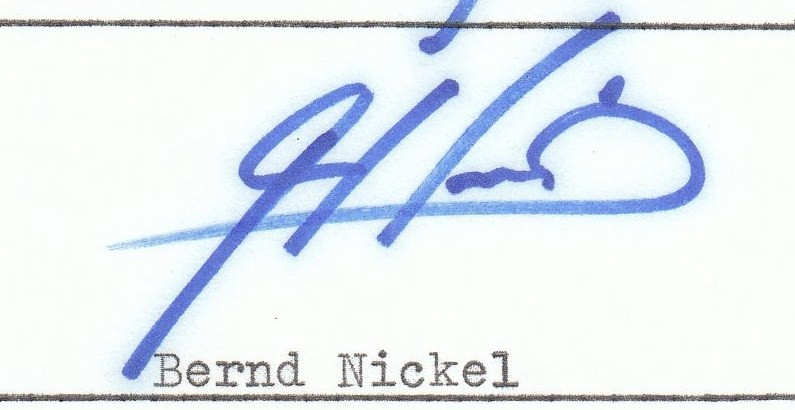
نمایی از امضای برند نیکل - ۱۹۷۸

برند نیکل (آلمانی: Bernd Nickel؛ زادهٔ ۱۵ مارس ۱۹۴۹) بازیکن فوتبال اهل آلمان بود.
از باشگاه‌هایی که در آن بازی کرده‌است می‌توان به باشگاه فوتبال آینتراخت فرانکفورت و باشگاه ورزشی یانگ بویز برن اشاره کرد.
وی همچنین در تیم ملی فوتبال آلمان بازی کرده‌است.